# Michel Tauriac
Michel Tauriac, eigentlich Michel Tauriac-Lenfant (* 21. Juni 1927; † 26. Dezember 2013) war ein französischer Journalist, Redakteur und Schriftsteller.

## Leben
Tauriac meldete sich freiwillig zur Armee und kämpfte im Indochinakrieg mit. 1950 kehrte er nach Frankreich zurück und bekam sofort eine Anstellung als Auslandskorrespondent. Der Schwerpunkt seiner Arbeit lag dabei auf dem Nahen Osten und Indochina.
Er schrieb u. a. für Zeitungen und Zeitschriften wie Paris-Presse, Journal du Combattant und France Dimanche. Bei Letzterer fungierte er für einige Zeit auch als Chefredakteur. Später wechselte er zu Radio und Fernsehen. Er arbeitete für RTL, France Inter und Radio France. Den Höhepunkt seiner Karriere erreichte Tauriac 1989, als er zum Generaldirektor von Radio France ernannt wurde. 1991 gab er dieses Amt auf und zog sich langsam ins Privatleben zurück.

## Rezeption
Tauriac galt als unbedingter Parteigänger und Verehrer von Charles de Gaulle und dessen Politik. Dies zeigt sich auch in seinen Sachbüchern, welche eigentlich nur dieses eine Thema kennen.
Tauriac war Präsident des Association des écrivains combattants und Ehrenpräsident der Association France-Louisiane. Außerdem galt er als wichtiges Mitglied der Fondation Charles de Gaulle und der Académie des Sciences d’Outre-Mer.

## Ehrungen
- 1983 Prix Claude-Farrère[2]
- 1986 Prix Pierre Mille du journalisme[3]
- 2000 Prix Dupleix[4]
- 2004 Prix Saint-Simon[5]
- Kommandeur der Ehrenlegion
- Offizier des Ordre national du Mérite
- Mitglied des Ordre des Arts et des Lettres

## Werke (Auswahl)
Belletristik
- Les yeux bridés. Roman. La Table Ronde, Paris 1968.
- La vie sans fin. Roman. La Table Ronde, Paris 1979.
- La catastrophe. Roman. La Table Ronde, Paris 1982, ISBN 2-7103-0102-4.
- La fleur de la passion. Roman. La Table Ronde, Paris 1983, ISBN 2-7103-0160-1.
- Jade. Roman. Gallimard, Paris 1987, ISBN 2-07-037889-6.  1995, ISBN 2-260-01334-1.
- Évangeline. Roman. Julliard, Paris 1995, ISBN 2-260-01334-1.
- La nuit du têt. Roman. Plon, Paris 2000, ISBN 2-259-19220-3.

Sachbücher
- Les 30 jours qui ont fait De Gaulle. Éditions Economica, Paris 2001.
- De Gaulle, mon père. Entretien. Plon, Paris 2003, ISBN 2-259-20089-3.[6]
- Vivre avec De Gaulle. Les derniers témoins racontent l'homme. Plon, Paris 2008, ISBN 978-2-259-20721-8.
- Dictionnaire amoureux de De Gaulle. Plon, Paris 2010, ISBN 978-2-259-21040-9.
- De Gaulle avant de Gaulle. La construction d'un homme. Plonn, Paris 2013, ISBN 978-2-259-21657-9.